# Mycalesis terminulus
Mycalesis terminulus är en fjärilsart som beskrevs av Hans Fruhstorfer 1908. Mycalesis terminulus ingår i släktet Mycalesis och familjen praktfjärilar. Inga underarter finns listade i Catalogue of Life.